# Dralion

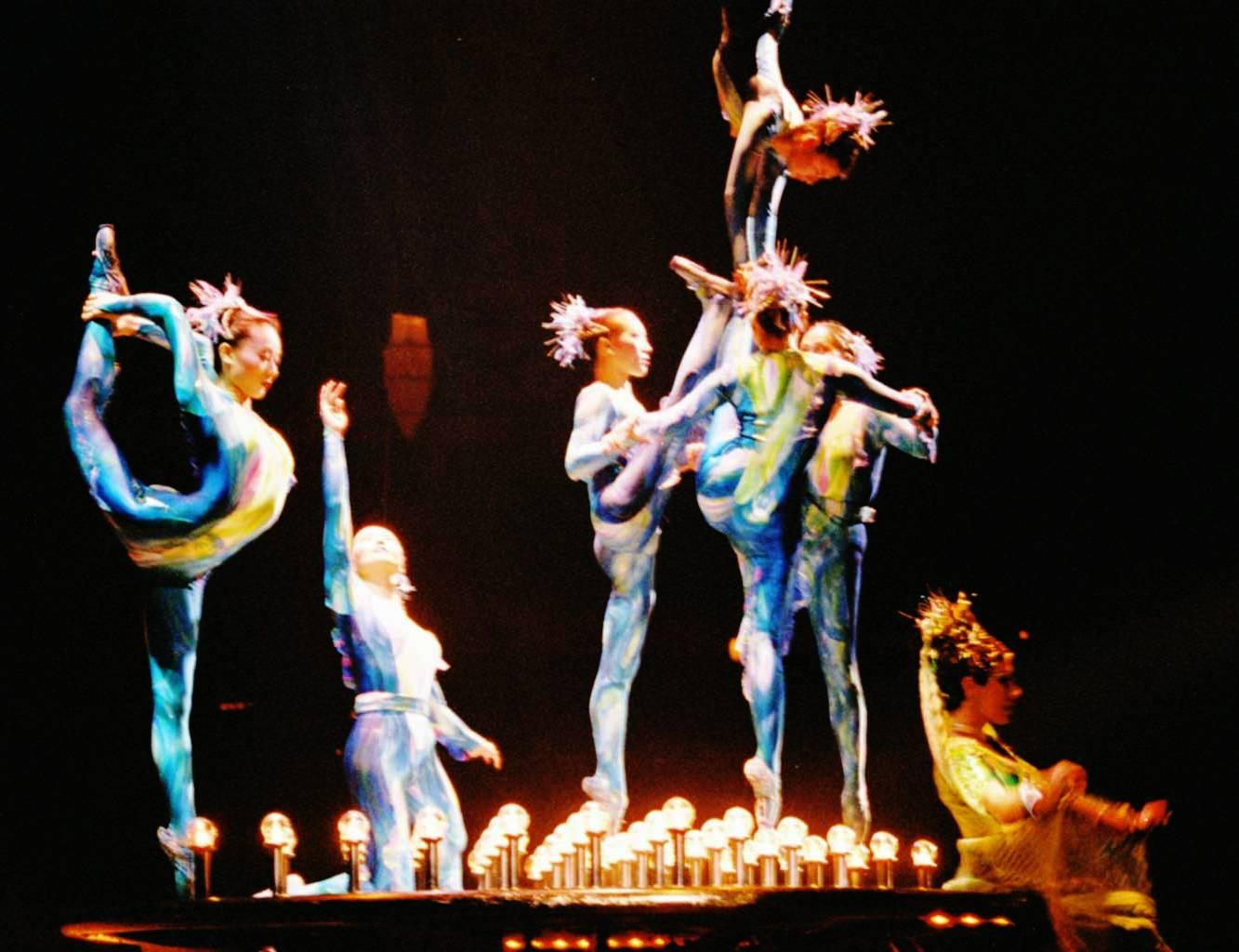
Beeld uit een voorstelling van Dralion

Dralion (1999) is een show van Cirque du Soleil.
De show Dralion gaat over de elementen, die door verschillende personages worden uitgebeeld. Azala vertegenwoordigt de lucht, Gaya de aarde, Oceane het water en Yao het vuur.
Dralion bestaat uit verschillende optredens, waaronder jongleren, touwspringen, balanceren, ballet, clowns, trapeze, acrobatiek, zang en dans.
De naam Dralion is een samentrekking van Dragon (Draak) en Lion (Leeuw) en stelt symbolisch de samensmelting van de oosterse en westerse wereld voor.

## Trivia
- De show werd in 2004 opgevoerd in Wenen, Oostenrijk
- De show werd in 2005 opgevoerd in Oostende en Amsterdam.